# Сотин
Сотин је насељено место у саставу града Вуковара у Вуковарско-сремској жупанији, Република Хрватска.

## Историја
До територијалне реорганизације у Хрватској налазио се у саставу старе општине Вуковар.
У Сотину је у 19. веку одржаван годишњи вашар само 5. јуна (1837). Године 1905. Сотин је мала општина, село у Сремској жупанији, у којем раде пошта и комунална школа.
Јуна 1936. године гром је у Сотину убио два човека, који су се враћали заједно из поља, носећи косе на раменима.

## Културна историја Срба у Сотину
Антоније Вранчић бискуп печујски је 1553. године је био у саставу аустријског посланства које је кренуло у Цариград. Тај путописац помиње "разорен градић Сотин", гранично место вуковарске и сремске жупаније. Године 1567. прошла је горњи Срем делегација Аустријског посланства, путујући у Цариград, ради договора о миру и вратила се потом истим путем. Марко Антоније Пигафета као члан делегације, је описао тај пут на повратку: "Из Митровице дођоше у Сотин крај Дунава, одакле се према истоку види Илок. Ту станују Турци, Срби и Угри (Мађари)". Други пут, 1578. године у повратку у делегацији је био Стефан Герлах, који бележи: Отивар, српски Отин (Сотин) бијели градић на Дунаву.
Село Сотин (Sotina) са налази на списку повлашћених бачких места 6. новембра 1692. године, која се ослобађају војног и осталих намета и добровољног рада, које је генерал Монастерија обећао да ће давати Варадину граду и царској војсци.
У манастирском братству Привине главе, био је јеромонах Николај па Никанор Михајловић, рођен у Сотину почетком 18. века. Рукоположен за свештеника 1736. године и био парох у Бачу. Дошао у манастир 1749. године где је умро 1771. године. У манастиру Шишатовцу је 1753. године забележен јерођакон Мојсеј Поповић, рођен у Сотину, стар 19 године.
Сотински пароси 1734. године били су поп Ненад и поп Јован, а 1750. године поп Алексије. Из државног пописа православног клира Угарске из 1846. године види се да општина Сотин има православну цркву Св. Николе, али да место припада као парохијска филијала суседном већем месту Опатовцу. Опатовачки парох Гаврило Билић опслужује и Сотин, у којем те године има тек 98 православних душа.
По црквеном попису из 1865. године, Опатовац и Сотин су чинили заједно једну парохију, и то шесте најниже платежне класе, а број православних душа износио је равно 400. Јавља се 1837. године као купац једне српске књиге Ђорђије Ђорђијевић општински бележник сотински.
У Сотину, у Горњем Срему основана је 1866. године нова српска школа, настојањем родољубиве господе, великог судије Миковића и Опатовачког свештеника Николе Блидовића. Својим прилогом од 200 ф. позната добротворка Елена Боздина из Пеште, је највише допринела изградњи школе. Године 1867. дала је општина Сотин за Фонд Школског листа 71 ф. Учитељ Сима Степанчевић у Сотину, уплатио 4 ф. претплату за "Школски лист" 1867. године. Године 1905. у месту нема српске школе, јер је стасало за редовну наставу само осам ђака, који похађају сотинску комуналну школу.
Умро је 1896. године поп Јован Блидовић парох за Сотин и Опатовац. Био је рођен 1842. године у Херцег Суљошу, завршио је Винковачку гимназију и Карловачку богословију. Отац Никола био је после мађарске буне парох у Сотину и Опатовцу. Јован је 1868. године постао јерођакон и на очевој парохији у Сотину био кратко време његов помоћник и учитељ. Каријеру је наставио у парохији Илочко-Моловинској. Од 1890. године је заменио покојног оца на парохији у Сотину.
Расписан је фебруара 1903. године стечај за упражњено место православног пароха у парохији Опатовац - Сотин.
По српском извору из 1905. године село Сотин је парохијска филијала црквене општине Опатовац. Од 1436 становника у месту, Срба је 63, а према броју домова од укупно 236 само је 12 српских. Ту се налази српска православна црква посвећена празнику Преносу моштију Св. Николаја или Летњем Св. Николи.
Управитељ основне школе у Сотину је Бранко Ковачић 1925. године.
У саобраћајној несрећи код Сотина, 22. јула 1928. године погинуо је познати београдски трговац и бродовласник Душан Тодић. Аутомобил "Кадилак" се због пуцања једне гуме на точку преврнуо, шофер је погинуо а сувазач Тодић, пренет у болницу у Сремској Митровици, где је касније умро. Тодић је био пре Првог светског рата веома богат човек, са целом флотом речних лађа. Међутим све су му конфисковали аустро-угари окупатори, па је тешко преживео избеглиштво. После рата је бродовласник опет "стао на ноге", и спадао у ред најбогатијих Срба, који се одликовао и хуманизмом. Поредили су га са чувеним богаташом Швеђанином Алфредом Нобелом. Подигао је као своју задужбину, православну цркву Св. Ђорђа у Костолцу.
Године 1939. у Сотину кренула је акција за градњу "Просветног дома".

## Становништво
На попису становништва 2021. године, Сотин је имао 597 становника.
На попису становништва 2011. године, Сотин је имао 782 становника.

## Попис 1991.
На попису становништва 1991. године, насељено место Сотин је имало 1.324 становника, следећег националног састава:
| Попис 1991.‍   | Попис 1991.‍  | Попис 1991.‍ | Попис 1991.‍ | Попис 1991.‍ |
| ------------- | ------------ | ----------- | ----------- | ----------- |
|               |              |             |             |             |
| Хрвати        | Хрвати       |             | 789         | 59,59%      |
| Срби          | Срби         |             | 372         | 28,09%      |
| Југословени   | Југословени  |             | 68          | 5,13%       |
| Мађари        | Мађари       |             | 44          | 3,32%       |
| Русини        | Русини       |             | 14          | 1,05%       |
| Албанци       | Албанци      |             | 4           | 0,30%       |
| Украјинци     | Украјинци    |             | 3           | 0,22%       |
| Муслимани     | Муслимани    |             | 1           | 0,07%       |
| Руси          | Руси         |             | 1           | 0,07%       |
| неопредељени  | неопредељени |             | 22          | 1,66%       |
| непознато     | непознато    |             | 6           | 0,45%       |
| укупно: 1.324 |              |             |             |             |